# Macan
Macan Indústria e Comércio Ltda. foi uma revenda Volkswagen que também fabricava veículos. Dentre eles estão: karts, mini-carros infantis e um transportador industrial para movimentação de cargas em fábricas e aeroportos, denominado Mocar. 
O destaque era o Macan Gurgel 1200, um buggy-utilitário em fibra de vidro, utilizava mecânica do Karmann-Ghia, motor de quatro cilindros opostos refrigerado a ar de 1.200 cm3 e 36 cv. Foi apresentado no V Salão do Automóvel de São Paulo .